# Aprometopis silvestrii
Aprometopis silvestrii är en tvåvingeart som först beskrevs av Seguy 1932.  Aprometopis silvestrii ingår i släktet Aprometopis och familjen fritflugor.
Artens utbredningsområde är Somalia. Inga underarter finns listade i Catalogue of Life.